# ライフ・モーテンセン
ライフ・モーテンセン（Leif Mortensen、1946年5月5日 - ）は、デンマーク・コペンハーゲン出身の元自転車競技（ロードレース）選手。

## 経歴
1967年
- ロードレース世界選手権・アマ 団体タイムトライアル(TTT) 2位

1968年
- メキシコシティオリンピック
  -  個人ロードレース 2位

1969年
- ロードレース世界選手権
  -  アマ個人ロードレース 優勝
  - TTT 2位

1970年、プロ転向。
- ロードレース世界選手権・プロ個人ロードレース 2位

1971年
- トロフェオ・バラッキ 優勝（+ ルイス・オカーニャ）
- ツール・ド・フランス 総合6位

1972年
- ツール・ド・フランス 総合12位

1973年
- ツール・ド・ベルギー 総合優勝
- ツール・ド・フランス 総合19位

1975年、引退。